# Natalie Gulbis
Natalie Anne Gulbis, född 7 januari 1983 i Sacramento, Kalifornien, är en professionell golfspelare.
Gulbis spelade sin första LPGA-tävling som amatör då hon var 14 år gammal och hon var fram till Michelle Wie 2002, den yngsta spelaren som hade kvalificerat sig för LPGA-touren. Hon studerade vid University of Arizona och när hon var 18 år blev hon professionell. Hon har i april 2007 inte vunnit några tävlingar på LPGA-touren men hon har ofta höga placeringar vilket har gjort att hon legat högt på golfens världsranking. I april 2007 hade hon vunnit nära 2½ miljon dollar. Hon deltog i USA:s lag i Solheim Cup 2005 och 2007.